# Frances Spence
Frances Spence (Philadelphia (Verenigde Staten), 2 maart 1922 – 18 juli 2012) was een van de zes oorspronkelijke programmeurs van de ENIAC. Ze wordt ook beschouwd als een van de eerste computerprogrammeurs.

## Opleiding
Ze werd in 1922 geboren in Philadelphia als Frances Bilas als tweede dochter in een gezin van vijf dochters. Haar ouders werkten allebei in het onderwijs: haar vader als technicus bij scholen in Philadelphia en haar moeder als onderwijzeres. Frances ging naar de South Philadelphia High School for Girls en deed haar eindexamen in 1938. Na haar eindexamen ging Spence eerst naar Temple University, maar ze koos later voor Chestnut Hill College, nadat ze een daar studiebeurs had ontvangen. Ze studeerde in 1942 af in wiskunde (met als bijvak natuurkunde). Op het Chestnut Hill College ontmoette Spence ook Kathleen Antonelli die later ook een programmeur van de ENIAC werd. 
In 1947 Spence trouwde met Homer Spence, een electro-technicus in het Amerikaanse leger die gestationeerd was in Aberdeen Proving Grounds. Homer Spence maakte ook deel uit van het ENIAC-project; hij zou later hoofd worden van de Computer Research Branch. Frances Spence was in de jaren na de oorlog blijven werken aan de ENIAC; kort nadat ze met Homer was getrouwd, stopte ze met werken en bleef ze thuis om haar kinderen groot te brengen.

## ENIAC
Het ENIAC-project was een geheim project van het Amerikaanse leger met als doel de eerste elektronische digitale computer te bouwen. De hardware van de ENIAC werd voornamelijk gebouwd door een team van mannen, maar het programmeerwerk werd uitgevoerd door een team van zes vrouwen die (menselijke) "computers" werden genoemd. Naast Kathleen Antonelli en Frances Spence werkten ook Jean Bartik, Betty Holberton, Ruth Teitelbaum en Marlyn Meltzer als programmeur aan de ENIAC.
Ondank haar belangrijke rol als een van de oorspronkelijke programmeurs van de ENIAC werd de inbreng van de zes vrouwelijke programmeurs vaak behoorlijk gebagatelliseerd. Zo verschenen foto's van de vrouwen aan het werk met de computer vaak zonder naamsvermelding in de kranten. Toen de ENIAC op 15 februari 1946 werd onthuld aan het grote publiek, werden de namen van de zes vrouwelijke programmeurs - die ervoor hadden gezorgd dat de computer de complexe berekeningen kon uitvoeren - niet eens genoemd door het Amerikaanse leger.
Spence en de andere vrouwen werden oorspronkelijk ingehuurd door de Moore School of Electrical Engineering van de Universiteit van Pennsylvania om de ENIAC op te zetten. Deze computer werd gebruikt om de ballistiektrajecten te berekenen. De Moore School of Engineering werd betaald door het Amerikaanse leger. Omdat zoveel jongemannen in Europa vochten tijdens de Tweede Wereldoorlog, werden voornamelijk vrouwelijke programmeurs ingezet.
Spence en haar klasgenoot van Chestnut Hill College Kathleen Antonelli programmeerden niet alleen de ENIAC; ze  bedienden ook de Differential Analyzer, een analoge rekenmachine. Deze rekenmachine werd ook gebruikt om ballistiektrajecten te berekenen, iets wat alle ENIAC-programmeurs ook gewoon uit het blote hoofd konden. Na het einde van de Tweede Wereldoorlog zetten Spence en Antonelli hun werk aan de ENIAC voort samen met andere wiskundigen.

## Eerbetoon
In 1997 werd Frances Spence ingewijd in de Women in Technology International Hall of Fame samen met de andere vijf oorspronkelijke ENIAC-programmeurs. Hun werk maakte de weg vrij voor de elektronische computers van de toekomst en hun innovaties waren het begin van de opkomst computer programmeren in de decennia na de Tweede Wereldoorlog.
Het ENIAC-team was de inspiratie voor de documentaire The Computers die in 2013 werd gemaakt. Deze documentaire werd gemaakt door Kathy Kleiman and het ENIAC Programmers Project. De film combineert originele filmbeelden van de ENIAC-programmeurs gemaakt in de jaren veertig met interviews met de vrouwelijke teamleden.